# Leon de Winter
Leon de Winter (* 26. února 1954 's-Hertogenbosch) je nizozemský spisovatel, novinář a filmař. 
Pochází z rodiny ortodoxních Židů. V mládí se pohyboval v anarchistických kruzích. Po maturitě nastoupil na filmovou akademii v Amsterdamu, avšak studium nedokončil. Založil pak vlastní produkční společnost Eerste Amsterdamse Filmassociatie (EAFA), v níž vytvořil filmy Junkieverdriet, De (ver)wording van de jonge Dürer a De grens, který byl uveden v canneské přehlídce Un certain regard. Byl také pravidelném přispěvatelem časopisu Vrij Nederland.
V roce 1946 vydal svoji první knihu, sbírku povídek Over de leegte in de wereld. Komerční úspěch mu přinesl v roce 1981 román Zoeken naar Eileen W., moderní verze legendy o Tristanovi a Isoldě. Knihu zfilmoval v roce 1987 Rudolf van den Berg s Thomem Hoffmanem a Lysette Anthonyovou v hlavních rolích. 
Děj románu Hoffmanův hlad (Hoffman's honger) se odehrává v Praze koncem roku 1989. Česky vyšla také kniha Právo na návrat, v níž de Winter spojil detektivní zápletku s vizí hrozícího zániku státu Izrael. Kniha se umístila na druhé příčce žebříčku Bestseller 60. 
V devadesátých letech pobýval v USA, kde založil filmovou společnost Pleswin Entertainment Group, po jejím zániku se vrátil do Nizozemska. Leon de Winter je rovněž autorem knihy SuperTex, kterou zfilmoval v roce 2003 Jan Schütte. Společně se svojí manželkou Jessicou Durlacherovou napsal libreto k muzikálu o životě Anne Frankové. Jeho dcera Solomonica de Winter se věnuje videoartu.
Jako publicista je Leon de Winter aktivní v listech De Telegraaf, Die Welt a Elsevier Weekblad, přispívá také na poltický blog Die Achse des Guten. Ostře se vymazuje proti projevům antisemitismu, což vedlo k otevřenému konfliktu s Theem van Goghem. Označil islamismus za novou formu fašismu a volal po tvrdém boji Západu proti náboženskému terorismu. Podpořil také hnutí Black Lives Matter.
V roce 2006 mu byla udělena Buberova–Rosenzweigova medaile. 

## Dílo
- Over de leegte in de wereld (1976)
- De (ver)wording van de jongere Dürer (1978)
- Zoeken naar Eileen W. (1981)
- La Place de la Bastille (1982)
- Kaplan (1986)
- Hoffman's honger (1990, česky Hoffmanův hlad, 2000)
- SuperTex (1991)
- De ruimte van Sokolov (1992)
- Handleiding ter bestrijding van extreem rechts (1994)
- Serenade (1995)
- Zionoco (1995)
- Lady Di in een bevallige pose (1996)
- De hemel van Hollywood (1997)
- God's Gym (2002)
- Het recht op terugkeer (2008, česky Právo na návrat, 2010)
- VSV (2012)
- Anne (2013)
- Geronimo (2015)
- Het lied van Europa (2022)
- Stad van de honden (2023)